# Мейсон, Ли
Ли Сти́вен Ме́йсон (англ. Lee Stephen Mason; род. 29 октября 1971, Болтон, Большой Манчестер) — завершивший карьеру английский футбольный судья из Болтона, Ланкашир. Судил матчи английской Премьер-лиги.

## Карьера
Мейсон начал судейскую карьеру в 1988 году, обслуживая матчи в школьной лиге Болтона. С 1992 года начал работать ассистентом судьи в Футбольной лиге северо-западных графств, а четыре года спустя — главным арбитром в этой лиге. С 1998 года стал работать ассистентом главного арбитра в Футбольной лиге, а с 2000 года — ассистентом в Премьер-лиге.
С 2002 года начал обслуживать матчи Футбольной лиги в качестве главного арбитра. Его первым матчем в этом качестве стала встреча между «Шрусбери Таун» и «Эксетер Сити» 10 августа 2002 года. В том же году Мейсон обслуживал финал Молодёжного кубка Англии.
В 2006 году Мейсон был включён в избранную группу судей, обслуживающих матчи Премьер-лиги. Его первым матчем в качестве главного арбитра в Премьер-лиги стала встреча между «Мидлсбро» и «Астон Виллой» 4 февраля 2006 года.
В ноябре 2009 года Мейсон был наказан недельным понижением в классе до четвёртого судьи за ошибки в обслуживании матча между «Фулхэмом» и «Ливерпулем», в котором он удалил игроков «Ливерпуля» Джейми Каррагера и Филиппа Дегена. В декабре 2010 года сэр Алекс Фергюсон подверг критике судейство Мейсона, который засчитал гол, забитый в матче между «Бирмингем Сити» и «Манчестер Юнайтед» на последних минутах. Никола Жигич нарушал правила на Рио Фердинанде, а также коснулся мяча рукой, после чего сравнял счёт в матче, однако Ли Мейсон никак не отреагировал на нарушение правил и гол засчитал.

## Статистика
| Сезон   | Матчи | Всего | за игру | Всего | за игру |
| ------- | ----- | ----- | ------- | ----- | ------- |
| 2002/03 | 24    | 94    | 3,92    | 3     | 0,13    |
| 2003/04 | 30    | 118   | 3,93    | 6     | 0,20    |
| 2004/05 | 36    | 108   | 3,00    | 3     | 0,08    |
| 2005/06 | 37    | 90    | 2,43    | 3     | 0,08    |
| 2006/07 | 33    | 87    | 2,64    | 3     | 0,09    |
| 2007/08 | 30    | 110   | 3,66    | 4     | 0,3     |
| 2008/09 | 34    | 132   | 3,88    | 8     | 0,23    |
| 2009/10 | 35    | 106   | 3,09    | 7     | 0,20    |
| 2010/11 | 33    | 135   | 4,09    | 5     | 0,15    |